# Киевская ГАЭС
Киевская ГАЭС (укр. Киϊвська ГАЕС) — первая гидроаккумулирующая электростанция на территории Украины, является частью каскада гидроэлектростанций на реке Днепр и входит в состав «Укргидроэнерго».

## История
- 1963 год — начало строительства Киевской ГАЭС. Построена подводная часть здания ГАЭС и монтажная площадка;
- 1964 год — наполнение водохранилища Киевской ГЭС;
- 1970 год — введен в работу первый гидроагрегат ГАЭС;
- 1972 год — завершение строительства. Введён в работу последний, шестой, гидроагрегат ГАЭС.

## Технические характеристики
Здание ГАЭС соединено с верхним бассейном 6 напорными железобетонными и металлическими трубопроводами диаметром 3,8 м.
Верхний бассейн, созданный на высоте 70 м над уровнем Киевского водохранилища с полезным объемом — 3 700 000 м³, куда в период ночного снижения энергопотребления в энергосистеме закачивается вода. Спускается верхний водоем ГАЭС в вечерние часы во время наибольшего энергопотребления в энергосистеме. Площадь зеркала — 0,67 км², длина 1,45 км. Глубина срабатывания — 6,7 м. Нижним водоемом ГАЭС служит водохранилище на реке Днепр.

## Основные характеристики
В состав основных объектов ГАЭС входят: верхний гидроаккумулирующий бассейн, здание электростанции, монтажная площадка. В здании ГАЭС установлено 6 вертикальных гидроагрегатов. Три агрегата мощностью по 41,5 МВт с радиально осевыми турбинами и три с насос-турбинами мощностью по 37 МВт в генераторном режиме и по 43 МВт в насосном.
Установленная мощность ГАЭС 235,5 МВт, в насосном — 135 МВт. Работая в насосном режиме ГАЭС за 6 часов наполняет верхний бассейн.

## Реконструкция
I этап:

На начальной стадии эксплуатации насос-турбинных агрегатов возникли осложнения из-за значительной вибрации лопаток направляющего аппарата. Вибрация в различных точках гидроагрегата даже с оптимальным открытием направляющего аппарата достигла выше разрешенной.
Вибрационные исследования главных насос-турбинных гидроагрегатов Киевской ГАЭС обнаружили необходимость реконструкции гидротурбинного оборудования.
В 1987—1989 годах выполнена реконструкция насос-турбинного оборудования, а именно:
- установлено новое рабочее колесо с реконструкцией камеры рабочего колеса;
- заменены лопатки направляющего аппарата и его регулирующее кольцо;
- установлены новые сервомоторы направляющего аппарата;
- установлено масляный турбинный подшипник вместо резинового;
- установлена новая крышка турбины.

II этап:

После проведения указанной реконструкции вибрационные характеристики гидроагрегатов снизились до нормы. Была повышена номинальная мощность насос-турбинного агрегата в генераторном режиме с 33,4 МВт до 37 МВт.
Одновременно была выполнена замена механических регуляторов скорости типа РМ-100 на всех гидроагрегатах на современные электрогидравлические регуляторы типа ЕГР-21М-100-11. Это значительно повысило надежность управления гидроагрегата.
С 1997 по 2002 год проведена реконструкция электротехнического оборудования и установлено:
- 9 элегазовых (вместо масляных) выключателей 10,5 кВ;
- дополнительно 2 блочных элегазовых выключатели 110 кВ
- на всех агрегатах и блоках современные системы защиты;
- новый силовой трансформатор на блоке № 1.

На Киевской ГАЭС в 2010—2014 гг. проведена реконструкция гидроагрегатов — двигателей с заменой обмотки статора. Заменены регуляторы скорости, системы возбуждения на всех гидроагрегатах, системы управления. Проведена реконструкция технологического оборудования станции (пневматического хозяйства, системы регулирования), установлены новые ячейки на оборудовании собственных нужд 10 кВ с заменой кабельных сетей. Смонтирована и налажена система частотного пуска гидроагрегатов ГД-1, ГД-3, ГД-5 в насосном режиме. Введена в работу система АСКУЭ (автоматизированная система коммерческого учета электроэнергии).
Сейчас на Киевской ГАЭС выполняются работы согласно контракту UHE / TFCS1 / C / 3-13 на реконструкцию гидроагрегатов № 2, 4, 6 на средства Европейского инвестиционного банка и Европейского банка реконструкции и развития. 1 октября 2019 гидроагрегат № 2 введен в промышленную эксплуатацию после реконструкции, а 28 октября 2020 — гидроагрегат № 6. Благодаря установленным новым турбине и генератору прирост мощности гидроагрегата на одном гидроагрегате вырос на 5,8 МВт, общий — 46,8 МВт. В настоящее время продолжаются работы по реконструкции гидроагрегата № 4.

## Галерея
- Турбина